# Lézignan-Corbières
Lézignan-Corbières är en kommun i departementet Aude i regionen Occitanien  i södra Frankrike. Kommunen ligger  i kantonen Lézignan-Corbières som ligger i arrondissementet Narbonne. År 2022 hade Lézignan-Corbières 10 855 invånare.

## Befolkningsutveckling
Antalet invånare i kommunen Lézignan-Corbières
Referens: INSEE